# Babiana villosula
Babiana villosula es una especie de planta fanerógama de la familia Iridaceae. Es un endemismo de la Provincia del Cabo en Sudáfrica.

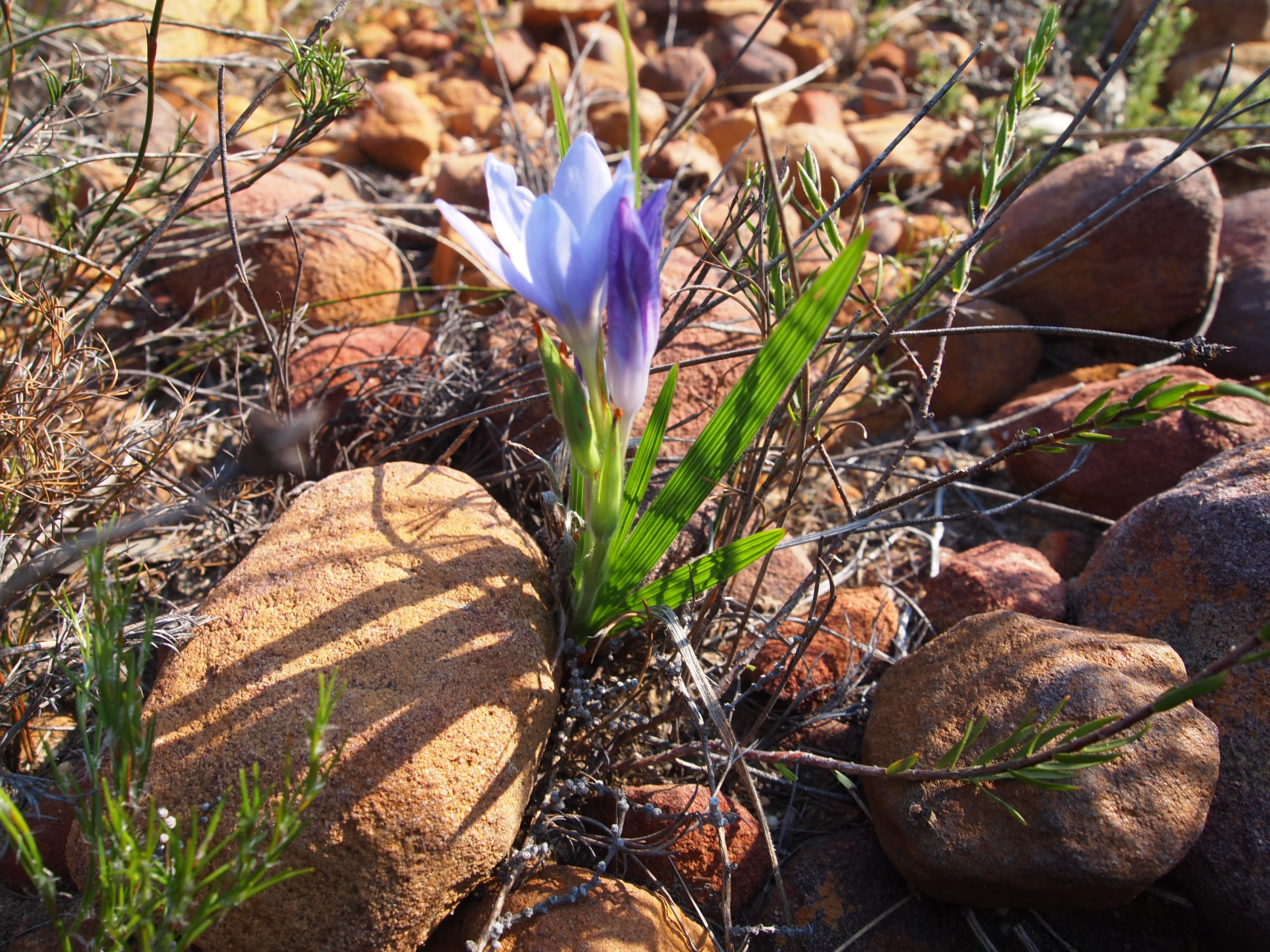
Vista de la planta en su hábitat

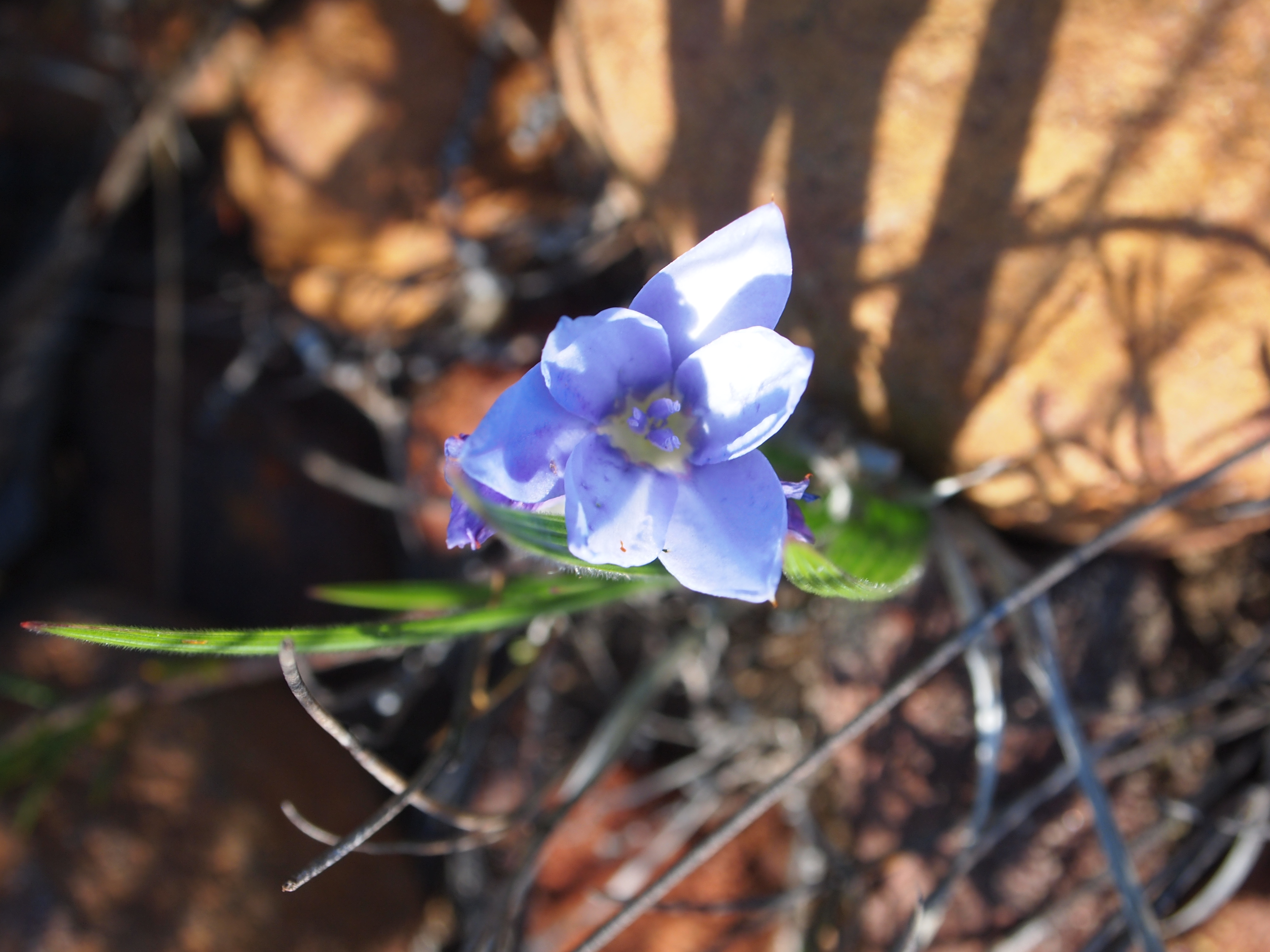
Detalle de la flor

## Descripción
Es una planta perennifolia herbácea, geofita que alcanza un tamaño de  0.03 - 0.1 m de altura a una altitud de 121 - 549 metros.

## Taxonomía
Babiana villosula fue descrita por (J.F.Gmel.) Ker Gawl. ex Steud. y publicado en Nomenclator Botanicus. Editio secunda 1: 176. 1840.
Etimología
Ver: Babiana
villosula: epíteto latíno que significa "ligeramente peluda"
Sinonimia
- Babiana hiemalis L.Bolus
- Babiana obtusifolia Ker Gawl.
- Babiana orthosantha Baker
- Babiana stricta var. obtusifolia (Ker Gawl.) Baker
- Gladiolus plicatus (L.) L.
- Gladiolus villosulus Roem. & Schult.
- Ixia coerulescens Pers.
- Ixia plicata L.
- Ixia villosula J.F.Gmel.[5]